# John Cone
John Cone (Kansas City (Missouri), 16 november 1974) is een Amerikaans professioneel worstelscheidsrechter.

## Loopbaan
In augustus 1995 begon Cone te scheidsrechteren bij verscheidene onafhankelijke worstelwedstrijden. Van 1999 tot 2006 werkte hij voor Harley Race World League Wrestling, een worstelorganisatie die gerund werd door Harley Race. Later probeerde Cone om paar wedstrijden te scheidsrechteren voor de WWE en ondertekende hij een contract met de WWE. Hij werd naar hun opleidingscentrum, Ohio Valley Wrestling en later Deep South Wrestling gestuurd voor een opleiding tot volwaardige scheidsrechter. Cone werd later een van de eerste scheidsrechters die werkte voor drie WWE-merken: ECW, SmackDown en Raw.
Cone is de officiële scheidsrechter voor smartwrestlingfan.com.